# Тупицын, Юрий Гаврилович
Юрий Гаврилович Тупицын (7 декабря 1925, Дрезна, Московская область — 23 декабря 2011, Волгоград) — русский советский писатель-фантаст.

## Биография
Родился 7 декабря 1925 года в городке Дрезна, Орехово-Зуевского района Московской области в семье потомственных ткачей (отец — текстильщик, мать — ткачиха). В 1936 году семья переехала в Ташкент, где Юрий окончил школу и поступил в Среднеазиатский индустриальный институт.
С 1942 года служил в Советской армии. В 1952 году поступил в Военно-воздушную академию имени Ю. А. Гагарина. Окончив академию с золотой медалью, служил в военной авиации старшим штурманом бомбардировочного авиационного полка, затем — занимался преподавательской деятельностью в Качинском высшем военном авиационном училище, где возглавлял кафедру самолётовождения.

## Творчество
Первая публикация — напечатанный в журнале «Искатель» за 1969 год научно-фантастический рассказ «Синий мир». Рассказ «Красный мир» (1970) вошёл в «золотой фонд» отечественной фантастики .
Произведения Тупицына относятся к «твёрдой» научной фантастике, их сюжеты, как правило, представляют собой вариации на распространённые темы «космической» фантастики. Значительная часть этих произведений входит в цикл о приключениях экипажа патрульного галактического корабля «Торнадо».
В романе «В дебрях Даль-Гея» (1975 — «Далийский вариант»; доп. 1978) земные разведчики ведут «прогрессорскую» деятельность на далёкой планете. Мнения об этом романе разделились: он критиковался в печати за трафаретность сюжетных ходов, отсутствие логики и мотивации в действиях героев, но, вместе с тем, имел большой успех у читательской аудитории, а некоторыми критиками отмечался как самый удачный роман автора.
Перу Тупицына принадлежит также роман «Дальняя дорога» (1984), первая часть которого вышла ранее отдельным изданием — «Перед дальней дорогой» (1976; 1978). Роман переносит читателя в отдалённое будущее, в XXIII век в период подготовки дальней межзвёздной экспедиции к новой открытой планете Кика. Он также написал романы «Тайна инженера Грейвса» (1981), «Инопланетянин» (1986), «Сказка о любви, XXIII век» («Эффект сёрфинга») (1991). Фантастические рассказы и повести Тупицына составили сборники «Синий мир» (1972), «Химеры далёкой Юкки» (1977), «Красные журавли» (1982).